# Irene Ivancan
Irene Ivancan (* 22. Juli 1983 in Stuttgart) ist eine deutsche Tischtennisspielerin kroatischer Abstammung. Sie wurde 2001, 2004 und 2011 Deutsche Meisterin im Doppel, 2011 Vize-Europameisterin im Einzel und mit der Mannschaft 2014 und 2015 Europameisterin.

## Karriere

Weltranglistenpositionen von Irene Ivancan seit 2001

Irene Ivancan begann im Alter von sieben Jahren beim TTC Dolinar Stuttgart mit dem Tischtennissport. Über verschiedene Stationen kam sie 1998 vom FTSV Bad Ditzenbach-Gosbach zum TV Busenbach, für den sie erstmals in der Bundesliga antrat. Nach Einsätzen für den TuS Bad Driburg (2002–2004) und den TTC HS Schwarza (2004/2005) spielte sie seit 2005 für die SV Böblingen. 2005 nahm sie sowohl an der Europameisterschaft als auch an der Weltmeisterschaft teil. Zur Saison 2008/09 wechselte sie  zum MTV Tostedt, 2011 zu Ttc berlin eastside. 2014 ging sie in die Türkei zu Fenerbahçe SK, mit dessen Damenteam sie 2015 die Champions League gewann und 2016 türkischer Meister wurde. 2018 kehrt sie in die deutsche Bundesliga zum Zweitligisten MTV Tostedt zurück.
Ende 2010 erreichte sie erstmals eine Top-100-Platzierung in der Weltrangliste. Bei der Europameisterschaft 2011 gewann sie die Silbermedaille und feierte damit ihren bislang größten internationalen Erfolg. Im Finale unterlag sie knapp mit 3:4 gegen Li Jiao aus den Niederlanden. 2012 stand sie im deutschen Team bei den Olympischen Spielen. Nach guten Leistungen bei den Kuwait und German Open 2014 erreichte sie im Mai mit Platz 34 in der Weltrangliste eine persönliche Bestmarke. Bei der Europameisterschaft 2014 gewann sie mit dem deutschen Team den Titel. Nach zwei klaren 3:0-Erfolgen im Viertel- und Halbfinale wurde sie jedoch im Finale nicht eingesetzt. Im Februar 2015 wurde sie beim europäischen Ranglistenturnier Europe TOP-16 Dritte, wodurch sie sich zum ersten Mal für den World Cup qualifizierte. Ab 2014 bildete sie außerdem ein Doppel mit Han Ying, mit der sie auf der World Tour mehrere Medaillenplatzierungen erreichte und bei den Europameisterschaften 2015 in Jekaterinburg – zusätzlich zur zweiten Goldmedaille mit der Mannschaft – Bronze gewann.
2017 beendete Irene Ivancan ihre Karriere in der Nationalmannschaft, ist aber immer noch (2022) beim MTV Tostedt aktiv.

## Beruf
Neben ihrer Profikarriere studierte Irene Ivancan an der Hochschule Ansbach im Studiengang International Management.

## Erfolge
Einzel
- Europameisterschaft: Silber 2011
- Europe TOP-16: Bronze 2015
- Deutsche Meisterschaft: Silber 2004, 2009, Bronze 2005
- Bundesranglistenturnier: Dritte 2004, 2005, 2007
- Baden-Württembergische Meisterschaft: Gold 2008
- Deutsche Meisterschaft (Juniorinnen): Gold 2002
- Deutsche Meisterschaft (Schülerinnen): Bronze 1997, 1998

Doppel
- Universiade: Bronze 2007 (mit Nadine Bollmeier)
- Deutsche Meisterschaft: Gold 2001 (mit Katrin Meyerhöfer), 2004 (mit Jie Schöpp), 2011 (mit Han Ying), Silber 2007 (mit Kristin Silbereisen), Bronze 2008 (mit Petra Heuberger)
- Deutsche Meisterschaft (Juniorinnen): Gold 2002 (mit Laura Stumper)
- Deutsche Meisterschaft (Mädchen): Silber 2001 (mit Laura Stumper)
- Deutsche Meisterschaft (Schülerinnen): Gold 1997 (mit Laura Stumper)

Mixed
- Deutsche Meisterschaft (Jugend): Gold 1999, 2001 (mit Daniel Weitz)

Mannschaft
- Weltmeisterschaft: 7. Platz 2012, Viertelfinale 2014, 2016
- Olympische Spiele: Viertelfinale 2012
- Europameisterschaft: Gold 2014, 2015

## Turnierergebnisse
| Verband | Veranstaltung       | Jahr | Ort            | Land | Einzel        | Doppel        | Mixed | Team          |
| ------- | ------------------- | ---- | -------------- | ---- | ------------- | ------------- | ----- | ------------- |
| GER     | Europameisterschaft | 2015 | Jekaterinburg  | RUS  | letzte 16     | Halbfinale    |       | Gold          |
| GER     | Europameisterschaft | 2014 | Lissabon       | POR  |               |               |       | Gold          |
| GER     | Europameisterschaft | 2012 | Herning        | DEN  | letzte 16     | letzte 32     |       |               |
| GER     | Europameisterschaft | 2011 | Gdańsk-Sopot   | POL  | Silber        | Viertelfinale |       |               |
| GER     | EURO-TOP16          | 2015 | Baku           | AZE  | Bronze        |               |       |               |
| GER     | EURO-TOP12          | 2012 | Villeurbanne   | FRA  | 5. Platz      |               |       |               |
| GER     | Olympische Spiele   | 2012 | London         | ENG  |               |               |       | Viertelfinale |
| GER     | Pro Tour            | 2016 | Berlin         | GER  | letzte 32     | Silber        |       |               |
| GER     | Pro Tour            | 2015 | Zagreb         | HRV  | letzte 32     | Halbfinale    |       |               |
| GER     | Pro Tour            | 2015 | Kuwait City    | KUW  | letzte 32     | Silber        |       |               |
| GER     | Pro Tour            | 2014 | Kuwait City    | KUW  | letzte 16     | Halbfinale    |       |               |
| GER     | Pro Tour            | 2013 | Berlin         | GER  | letzte 32     | letzte 16     |       |               |
| GER     | Pro Tour            | 2013 | Olomouc        | CZE  | letzte 16     | Viertelfinale |       |               |
| GER     | Pro Tour            | 2013 | Suzhou         | CHN  | letzte 64     |               |       |               |
| GER     | Pro Tour            | 2013 | Wels           | AUT  | letzte 32     | letzte 16     |       |               |
| GER     | Pro Tour            | 2012 | Ekaterinburg   | RUS  | letzte 32     | Viertelfinale |       |               |
| GER     | Pro Tour            | 2012 | Doha           | QAT  | letzte 32     |               |       |               |
| GER     | Pro Tour            | 2011 | Suzhou         | CHN  | letzte 32     |               |       |               |
| GER     | Pro Tour            | 2011 | Shenzen        | CHN  | letzte 16     | letzte 16     |       |               |
| GER     | Pro Tour            | 2011 | Almería        | ESP  | letzte 16     |               |       |               |
| GER     | Pro Tour            | 2011 | Władysławowo   | POL  | letzte 64     |               |       |               |
| GER     | Pro Tour            | 2011 | Sheffield      | ENG  | letzte 16     | letzte 16     |       |               |
| GER     | Pro Tour            | 2010 | Warschau       | POL  | Viertelfinale |               |       |               |
| GER     | Pro Tour            | 2010 | Doha           | QAT  | letzte 64     |               |       |               |
| GER     | Pro Tour            | 2009 | Warschau       | POL  | letzte 32     |               |       |               |
| GER     | Pro Tour            | 2009 | Bremen         | GER  | letzte 64     |               |       |               |
| GER     | Pro Tour            | 2009 | Velenje        | SVN  | letzte 64     |               |       |               |
| GER     | Pro Tour            | 2008 | Warschau       | POL  | letzte 64     | Viertelfinale |       |               |
| GER     | Pro Tour            | 2007 | Bremen         | GER  |               | letzte 16     |       |               |
| GER     | Pro Tour            | 2007 | Shenzhen       | CHN  | letzte 64     |               |       |               |
| GER     | Pro Tour            | 2007 | Zagreb         | HRV  | letzte 64     | Viertelfinale |       |               |
| GER     | Pro Tour            | 2006 | Warschau       | POL  | letzte 64     | letzte 16     |       |               |
| GER     | Pro Tour            | 2006 | Bayreuth       | GER  | letzte 64     |               |       |               |
| GER     | Pro Tour            | 2006 | Yokohama       | JPN  | letzte 16     |               |       |               |
| GER     | Pro Tour            | 2006 | Zagreb         | HRV  | letzte 64     | Viertelfinale |       |               |
| GER     | Pro Tour            | 2005 | Göteborg       | SWE  | letzte 64     |               |       |               |
| GER     | Pro Tour            | 2005 | Magdeburg      | GER  | letzte 64     | letzte 16     |       |               |
| GER     | Pro Tour            | 2005 | St. Petersburg | RUS  | letzte 64     | letzte 16     |       |               |
| GER     | Pro Tour            | 2005 | Zagreb         | HRV  | letzte 16     | letzte 16     |       |               |
| GER     | Pro Tour            | 2004 | Aarhus         | DEN  | letzte 16     |               |       |               |
| GER     | Pro Tour            | 2004 | Warschau       | POL  | letzte 32     | letzte 16     |       |               |
| GER     | Pro Tour            | 2002 | Eindhoven      | NED  | letzte 64     |               |       |               |
| GER     | Pro Tour            | 2002 | Magdeburg      | GER  | letzte 64     |               |       |               |
| GER     | Pro Tour            | 2001 | Bayreuth       | GER  | letzte 64     |               |       |               |
| GER     | Pro Tour            | 2001 | Zagreb         | HRV  | letzte 64     |               |       |               |
| GER     | Weltmeisterschaft   | 2016 | Kuala Lumpur   | MAS  |               |               |       | Viertelfinale |
| GER     | Weltmeisterschaft   | 2015 | Suzhou         | CHN  | letzte 16     | letzte 32     |       |               |
| GER     | Weltmeisterschaft   | 2014 | Tokio          | JPN  |               |               |       | Viertelfinale |
| GER     | Weltmeisterschaft   | 2013 | Paris          | FRA  | letzte 64     | letzte 32     |       |               |
| GER     | Weltmeisterschaft   | 2012 | Dortmund       | GER  |               |               |       | 7             |
| GER     | Weltmeisterschaft   | 2005 | Shanghai       | CHN  | letzte 128    |               |       |               |
| GER     | World Cup           | 2015 | Sendai         | JPN  |               |               |       | letzte 16     |
| GER     | World Team Cup      | 2013 | Guangzhou      | CHN  |               |               |       | 5. Platz      |
| GER     | World Team Cup      | 2011 | Magdeburg      | GER  |               |               |       | 5. Platz      |